# Berezotocea, Lubnî
Berezotocea (în ucraineană Березоточа) este localitatea de reședință a comunei Berezotocea din raionul Lubnî, regiunea Poltava, Ucraina.

## Demografie
Componența lingvistică a localității Berezotocea
     Ucraineană (95,74%)
     Rusă (3,47%)
     Alte limbi (0,33%)
Conform recensământului din 2001, majoritatea populației localității Berezotocea era vorbitoare de ucraineană (95,74%), existând în minoritate și vorbitori de rusă (3,47%).